# شورلت رویال

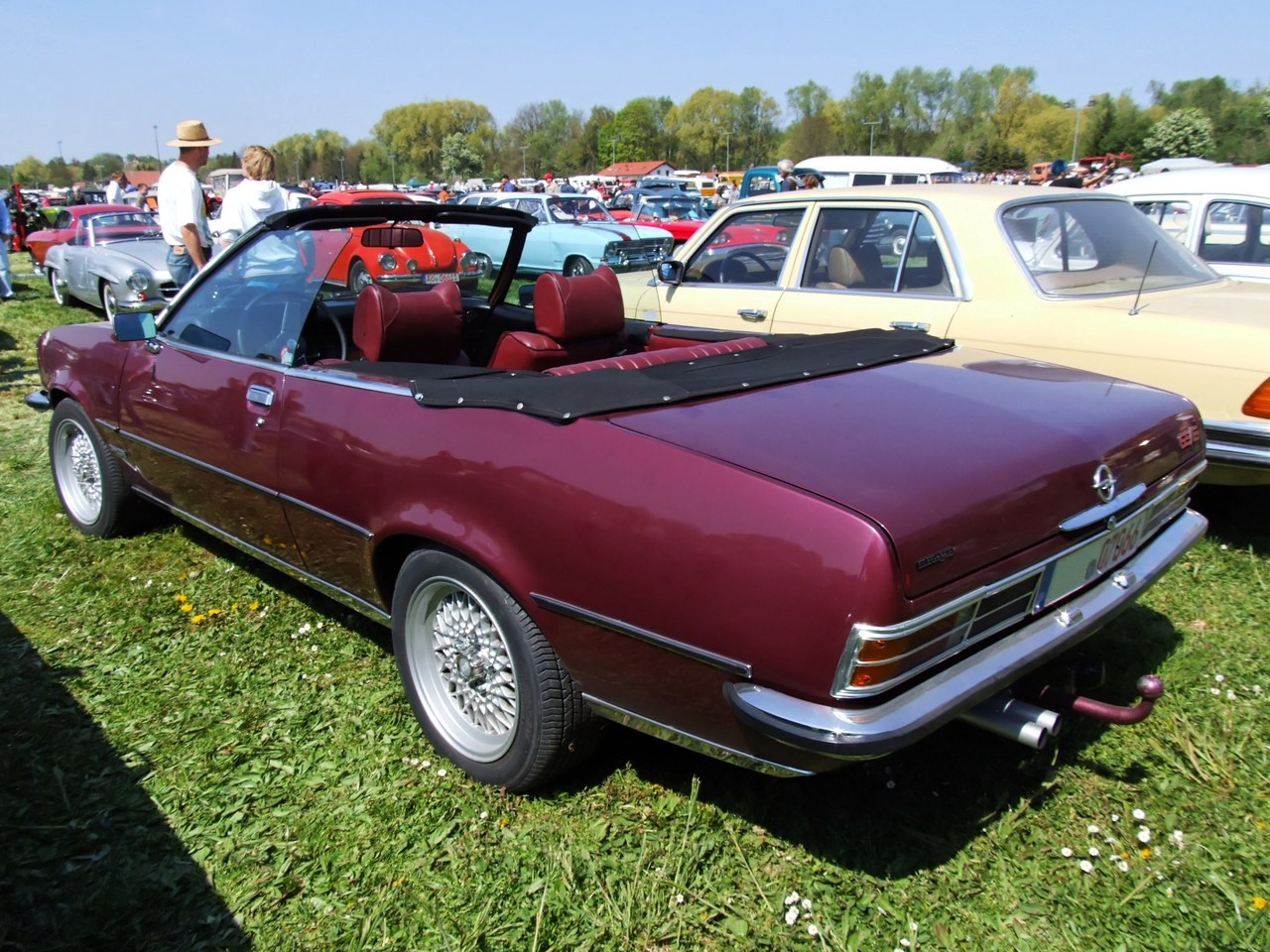

شورولت رویال در اصل همان اوپل کومودور نسل B است که بر پایهٔ اپل رکورد نسل D ساخته شده‌است. این خودرو پیش از انقلاب ۱۳۵۷ بین سال‌های ۱۹۷۴ تا ۱۹۷۷ با نام شورولت رویال یا شورولت ایران توسط جنرال موتورز ایران (پارس‌خودروی کنونی) عرضه می‌شد.
این خودرو با دو گونه موتور با حجم‌های ۲۵۰۰ سی‌‍سی و ۲۸۰۰ سی‌سی عرضه می‌شد.
تولید شورولت رویال در سال ۱۹۷۷ متوقف شد و تا سال ۱۹۷۸،  خط تولید آن به شورولت نوا، بیوک و کادیلاک سویل اختصاص یافت. این خودرو در نیمهٔ اول دههٔ ۵۰ خورشیدی برای جایگزینی دوج کورونت نسل ۴ و ۵ به عنوان ماشین پلیس ملی انتخاب شد.